# ヘラ (会社)
有限会社ヘラ（英: hera Corporation.）は、東京都港区赤坂に本社をおけるテレビ番組のタイムキーパー業務の会社である。TBSテレビの番組の担当が多い特徴。

## 所属スタッフ
- 鈴木弘子（代表者）
- 岩橋千枝（取締役）
- 常藤直子
- 南田めぐみ
- 葛貫明子
- 野村佳乃子
- 飛田亜也
- 木下渚
- 鈴木裕恵
- 伊藤佳加
- 福田美由紀
- 海東祐里奈

## 主な担当番組

### 現在

#### TBS系列
情報
- サンデーモーニング
- 噂の!東京マガジン
- 王様のブランチ
- サンデージャポン
- 情報7days ニュースキャスター
- ひるおび!
- みんなのえいが

スポーツ
- スーパーサッカーJ
- 侍プロ野球
- 全日本実業団対抗女子駅伝競走大会
- 最強の男は誰だ!壮絶筋肉バトル!!スポーツマンNo.1決定戦
- K-1 WORLD MAX
- Dynamite!! 〜勇気のチカラ〜
- DREAM
- SASUKE

バラエティ
- アッコにおまかせ!
- 関口宏の東京フレンドパークII
- ランク王国
- さんまのSUPERからくりTV
- サンデージャポン
- 中居正広の金曜日のスマたちへ
- ぴったんこカン・カン
- がっちりマンデー!!
  - ざっくりマンデー!!
- リンカーン
- ひみつの嵐ちゃん!
- 飛び出せ!科学くん
- A-Studio
- お茶の水ハカセ
- 有吉AKB共和国
- 紳助社長のプロデュース大作戦!
- クイズ☆タレント名鑑
- ミッションV6
- 有田とマツコと男と女
- EXILE魂（MBS毎日放送と共同制作）
- 奇跡ゲッター ブットバース!!
- ゴロウ・デラックス
- さまぁ〜ずのヤリタ☆ガ〜リ〜
- 爆問パワフルフェイス!

音楽
- COUNT DOWN TV
- カミスン!
- ライブB♪

特番
- 輝く!日本レコード大賞
- 日本有線大賞
- オールスター感謝祭
- さんま・玉緒のお年玉あんたの夢をかなえたろかスペシャル
- クリスマスの約束
- 徳光和夫の感動再会"逢いたい"
- 史上空前!! 笑いの祭典 ザ・ドリームマッチ
- ウンナン極限ネタバトル! ザ・イロモネア 笑わせたら100万円
- お笑いDynamite!
- キングオブコント
- 新型芸人オークション キリウリ〜お金のためならここまでやります〜
- 芸人記者vs超犯罪現場 体当たりスクープSP

#### 日本テレビ系列
情報
- ZIP!
- スッキリ!!
- PON!

バラエティ
- 世界一受けたい授業
- おしゃれイズム
- しゃべくり007
- 嵐にしやがれ
- 地球の最先端をスクープ!SCOOPER
- スター☆ドラフト会議

特番
- 緊急!ビートたけしの独裁国家で何が悪い!
- 芸能界1000人大調査!プライベート完全データ化スペシャル（読売テレビ）

#### フジテレビ系列
バラエティ
- グータンヌーボ（関西テレビ）
- たけしのコマネチ大学数学科
- フジテレビからの〜!

特番
- 教えてMr.ニュース 池上彰のそうなんだニッポン

#### テレビ朝日系列
バラエティ
- すっぽんの女たち2

#### テレビ東京系列
- やりすぎコージー
- サブちゃんと歌仲間
- 仰天クイズ! 珍ルールSHOW

#### 独立局、衛星放送
独立局
- 5時に夢中!（東京メトロポリタンテレビジョン）
- ザ・ゴールデンアワー（東京メトロポリタンテレビジョン）

衛星放送

### 過去

#### TBS系列
情報
- ピンポン!
- 絶景!アジア紀行
- 水曜ノンフィクション

スポーツ
- アスリート応援TV! ニッポン!チャ×3

バラエティ
- どうぶつ奇想天外!
- ウンナンの気分は上々。
- 学校へ行こう!
  - 学校へ行こう!MAX
- おサイフいっぱいクイズ! QQQのQ
- ここがヘンだよ日本人
- ガチンコ!
- ディスカバ!99
- 恋するハニカミ!
- ぶっちゃけ!99
- ズバリ言うわよ!
- オオカミ少年
- Goro's Bar
- R30
- 8時です!みんなのモンダイ
- あざーっす!
- ゲンセキ
- 島田検定!! 国民的潜在能力テスト
- ネプベガス
- アイチテル!
- 10カラット
- ザ・チーター
- オビラジR
- ドッカ〜ン!
- むちゃぶり!
- キャプテン☆ドみの
- ヤレデキ!世界大挑戦
- 21世紀エジソン
- アナCAN
- 大御所ジャパン!
- ざっくりマンデー!!
- タイノッチ
- 新知識階級 クマグス
- 悪魔の契約にサイン
- 吉崎金門海峡
  - Goro's Bar Presents マイ・フェア・レディ
  - クイズ!時の扉
  - Take Me Out
- クイズの扉
- EXH〜EXILE HOUSE〜
- クイズ ALL FOR ONE
- 元気家族テレビ となりのマエストロ（MBS毎日放送）
- オレたち!クイズMAN
- G.I.ゴロー
- 爆!爆!爆笑問題
- ウンナンのラフな感じで。
- EXE
- 最先端IT情報SHOW 革命×テレビ
- おもろゲ動画SHOW 投稿!1000000000ビュー
- 哀愁探偵1756
- 解禁!(秘)ストーリー 〜知られざる真実〜
- 爆問パニックフェイス!

音楽
- うたばん
- ザ・ミュージックアワー

特番
- ザ・放送ヲ阻止セヨ!!これ知られたら芸能界明日から生きてけない絶体絶命スペシャル!
- 加トちゃんケンちゃんドリフの全て見せますスペシャル
- THE CHAIR
- 中居正広のテレビ50年名番組だョ!全員集合笑った泣いた感動したあのシーンをもう一度夢の総決算スペシャル
- ザ・ディール
- 爆笑問題プレゼンツ・世界のゴールデンタイム!!超人気番組大集合スペシャル!
- バラエティーニュース キミハ・ブレイク
  - 芸能界恥-1グランプリ
- ビートたけしの絶対見ちゃいけないTV
- NoコントNoライフ

#### 日本テレビ系列
情報
- ズームイン!!SUPER

バラエティ
- プリティガレッジ
- 恋するダーウィン〜美人進化論〜

特番
- オトナの社会科見学
- さんま&所の大河バラエティ!超近現代史!人間は相変わらずアホか!?
- 浜田警察24時（読売テレビ）
- 超人劇場
- タモリ教授のハテナの殿堂?
- 思い込みは一生の恥!クイズ本当にそれでいいんですね?（読売テレビ）

#### テレビ朝日系列
バラエティ
- すっぽんの女たち

特番
- 芸人魂!ガチレース（ABC朝日放送）
- さんまの世界に一つだけの歌（ABC朝日放送）

#### テレビ東京系列
情報
- 極上の休日

バラエティ
- 女神のキセキ

音楽
- 期間限定!ピカピカ天王洲LIVE

特番

#### 独立局、衛星放送
独立局
衛星放送